# Rydzyn Szlachecki (gromada)
Rydzyn Szlachecki – dawna gromada, czyli najmniejsza jednostka podziału terytorialnego Polskiej Rzeczypospolitej Ludowej w latach 1954–1972.
Gromady, z gromadzkimi radami narodowymi (GRN) jako organami władzy najniższego stopnia na wsi, funkcjonowały od reformy reorganizującej administrację wiejską przeprowadzonej jesienią 1954 do momentu ich zniesienia z dniem 1 stycznia 1973, tym samym wypierając organizację gminną w latach 1954–1972.
Gromadę Rydzyn Szlachecki z siedzibą GRN w Rydzynie Szlacheckim utworzono – jako jedną z 8759 gromad na obszarze Polski – w powiecie mławskim w woj. warszawskim, na mocy uchwały nr VI/10/8/54 WRN w Warszawie z dnia 5 października 1954. W skład jednostki weszły obszary dotychczasowych gromad Marysinek, Prusocin, Rydzyn Szlachecki i Rydzyn Włościański ze zniesionej gminy Unierzyż oraz obszary dotychczasowych gromad Adamowo i Giełczyn ze zniesionej gminy Ratowo w tymże powiecie. Dla gromady ustalono 16 członków gromadzkiej rady narodowej.
Gromadę zniesiono 31 grudnia 1959, a jej obszar włączono do gromady Strzegowo-Osada w tymże powiecie.